# Psycho City
Psycho City è il sesto album in studio del gruppo musicale statunitense Great White, pubblicato nel settembre del 1992 dalla Capitol Records. 
L'album otterrà molto meno successo rispetto ai precedenti, a causa dell'incursione del movimento grunge che farà sparire dal mercato tutte le band come i Great White. 
Le vendite inferiori decreteranno la fine del rapporto tra il gruppo e la Capitol l'anno successivo.

## Tracce
1. Psico City – 6:07 (Mark Kendall, Michael Lardie, Alan Niven, Jack Russell)
2. Step on You – 5:50 (Kendall, Lardie, Niven, Russell)
3. Old Rose Motel – 7:24 (Lardie, Niven)
4. Maybe Someday – 7:24 (Lardie, Niven, Russell)
5. Big Goodbye – 5:57 (Kendall, Niven, Russell)
6. Doctor Me – 6:13 (Kendall, Lardie, Niven)
7. I Want You – 3:42 (Kendall, Lardie, Niven, Russell)
8. Never Trust a Pretty Face – 5:29 (Kendall, Lardie, Niven)
9. Love Is a Lie – 8:15 (Kendall, Lardie, Niven, Russell)
10. Get On Home – 5:28 (Kendall, Niven, Russell)

## Formazione
Great White
- Jack Russell – voce
- Mark Kendall – chitarre, cori
- Michael Lardie – chitarre, tastiere, percussioni, produzione, arrangiamenti, ingegneria del suono
- Audie Desbrow – batteria

Altri musicisti
- Alan Niven – cori, percussioni, produzione, arrangiamenti
- Dave Spitz – basso
- Richie Gajate Garcia – percussioni
- Rick Brewster – chitarre

Produzione
- Melissa Sewell, Micajah Ryan – ingegneria del suono
- Paul Wertheimer – ingegneria del suono (assistente)
- George Marino – mastering